# Pambdelurion
Pambdelurion foi um gênero de organismo desprovido de olhos do Lagerstätte Sirius Passet, do Cambriano da Groenlândia. Sua anatomia sugere fortemente que ele, junto com seu parente o gênero Kerygmachela, eram anomalocarídeos ou parentes destes.[carece de fontes?]
Pambdelurion tinha um par de enormes membros anteriores que correspondiam aos membros de alimentação de outros anomalocarídeos. Os membros anteriores possuíam uma fileira de pêlos, espinhos flexíveis, que corresponderam a cada segmento de cada membro. Pambdelurion possuía uma boca relativamente grande, embora ele não pareça ter qualquer grande superfície cortante como a boca do Anomalocaris. Ele tinha onze pares de lóbulos laterais, e onze pares, relativamente grandes, de pernas lobópodes. Os espécimes fósseis encontrados não possuem nenhum indício de cauda.
Seus maciços membros anteriores sugerem que Pambdelurion era planctívoro.[carece de fontes?]